# ZOZOPARK HONDA FOOTBALL AREA
ZOZOPARK HONDA FOOTBALL AREA（ゾゾパークホンダフットボールエリア）は、千葉県千葉市美浜区の幕張ベイパークにある多目的スポーツ施設。SOLTILO FC（サッカー）およびIBMビッグブルー（アメリカンフットボール）などが活動拠点として使用している。

## 概要
ZOZOがスポーツ施設のメインスポンサーとして、施設のネーミングライツ（命名権）を5年契約で取得している。
サッカー選手の本田圭佑が実質的なオーナーを務めるHONDA ESTILOが運営する自社グラウンド。2016年3月12日、幕張ベイパークのB-1街区に正式開業した。オープニングイベントとして「フットサルPKの連続キック」のギネス世界記録への挑戦や、ブラインドサッカー、ゴルフ、テニスのスポーツ体験コーナーや、チアリーディングやフラダンスなどショーの開催、パトロールカーやタクシーなどの乗り物にのれるコーナーなど多くのイベントを実施した。主な使用チーム・スクールとしてSOLTILO FC（ユースチーム）やソルティーロファミリアサッカースクール（幕張校、フットサル幕張校）が活動拠点として使用している。
主に大会やサッカースクールなどで利用され、サッカーやフットサルを中心に年間で約13万人が利用する施設となる。会議室の貸出しやランニングステーション、イングリッシュスクール、テニス、ラグビー、バルシューレといった子供の教育研究をテーマにしたボール遊び教室などサッカー以外のコンテンツにも取り込んでいる。
2.6ヘクタールの敷地に、サッカーフルコート1面、フットサルコート3面、小コート2面、屋根付きフットサルコート1面、ゴルフ練習場とクラブハウスを完備している。サッカーフルコートおよびフットサルコートは、分割や繋げることで8人制サッカーコートとしても利用可能である。

## 施設
詳細は「施設案内・料金 | ZOZOPARK HONDA FOOTBALL AREA (ゾゾパーク) オフィシャルサイト」も参照。
- クラブハウス
  - 会議室（40名収容、2部屋）
  - 男女更衣室（シャワー完備）
  - オープンスペース
- サッカーフルコート（1面、11人制、ピッチサイズ：105メートル × 68メートル）
- フットサルコート（3面、ピッチサイズ：38メートル × 18メートル）
- ソサイチコート（8人制、ピッチサイズ：68メートル × 40メートル）
  - サッカーフルコートを分割してソサイチコート2面として利用可能
  - フットサルコートを3面繋げてソサイチコート1面として利用可能
- 小コート（2面、ピッチサイズ：33メートル × 16メートル）
- 屋内テニスコート（1面、ピッチサイズ：38メートル × 18メートル、フットサルコートとしても利用可能）
- ゴルフ練習場
- 駐車場

## 主な使用大会
主にSOLTILO FCのU-18・U-15 の公式戦で使用されている（2019年9月時点）。また、近隣高校の
- Jユースカップ（関東予選、2016年 - 2018年）
- 日本クラブユースサッカー選手権 (U-18)大会（関東予選、2016年 - 2018年）
- 日本クラブユースサッカー選手権(U-15)大会（千葉県大会、2017年 - 2019年）
- 高円宮杯 JFA U-18サッカーリーグ（千葉県大会、2016年 - 2018年）
- 高円宮杯 JFA 全日本U-15サッカー選手権大会（千葉県大会、2017年 - 2019年）
- 千葉日報杯 高円宮杯千葉県ユースU-15サッカー大会（2019年）
- 海浜リーグ（2016年 - 2019年）
- 関東クラブユースサッカー連盟（KCY）リーグ・カップ（2017年 - 2018年）
- 千葉県クラブユース新人戦（2017年 - 2018年）
- 千葉県クラブユース (U-13・U-14) サッカーリーグ（2016年 - 2019年）

## 主なイベント
施設での初イベントとして、本田圭佑が子供を対象に直接指導しサッカークリニックなどを行う「ZOZOTOWN presents HONDA’s SOLTILO SOCCER SCHOOL 2015 in LA & MAKUHARI」を開催しており、その後も主に地域や子供向けのイベント（フリーパーク（ピッチ無料開放）、キッズパーク、ウォーターパーク（夏季限定）、レディースフットサルクラス など）を開催している。

## アクセス

### 公共交通機関
- JR東日本 海浜幕張駅 徒歩約10分

### 自動車
- 最寄りのインターチェンジ
  - 東関東自動車道 湾岸千葉インターチェンジ
  - 東関東自動車道 湾岸習志野インターチェンジ
  - 京葉道路 幕張インターチェンジ